# تشارلز روبن
تشارلز روبن (بالفرنسية: Charles Philippe Robin )‏ (و. 1821 – 1885 م) هو أحيائي، وسياسي، وبروفيسور، وعالم تشريح، وعالم نبات فرنسي، ولد في جاسيرون، أين، كان عضوًا في الأكاديمية الفرنسية للعلوم، والأكاديمية الوطنية للطب، توفي في جاسيرون، أين، عن عمر يناهز 64 عاماً.

## مناصب
تولى منصب عضو مجلس الشيوخ في الجمهورية الفرنسية الثالثة.